# NXT Halloween Havoc (2020)
NXT Halloween Havoc (2020) – trzynasta gala wrestlingu w chronologii cyklu Halloween Havoc i pierwsza coroczna wyprodukowana przez federację WWE dla zawodników z brandu NXT. Odbyła się 28 października 2020 w WWE Performance Center w Orlando w stanie Floryda. Emisja była przeprowadzona na żywo za pośrednictwem USA Network. Specjalny program telewizyjny poprowadziła wrestlerka NXT Shotzi Blackheart.
W walce wieczoru, Io Shirai pokonała Candice LeRae w Tables, Ladders and Scares matchu broniąc NXT Women’s Championship. W innych ważnych walkach, Dexter Lumis pokonał Camerona Grimesa w Haunted House of Terror matchu oraz Johnny Gargano pokonał Damiana Priesta w Devil’s Playground matchu i zdobył NXT North American Championship.

## Produkcja

### Tło
Halloween Havoc to gala wrestlingu, obecnie produkowana przez WWE. Jak sama nazwa wskazuje, jest to pokaz o tematyce Halloween, odbywający się w październiku. Pierwotnie był produkowany jako coroczne wydarzenie pay-per-view (PPV) przez World Championship Wrestling (WCW) od 1989 do 2000 roku, kiedy WWE kupiło WCW w 2001 roku. Po 19 latach od przejęcia WCW, WWE ogłosiło, że ożywi Halloween Havoc, które odbędzie się jako specjalny program telewizyjny dla marki rozwojowej firmy, NXT. Wydarzenie miało miejsce 28 października 2020 roku i zostało wyemitowane jako specjalny odcinek NXT w USA Network. Było to ogólnie 13. wydarzenie Halloween Havoc, a wrestlerka NXT Shotzi Blackheart służyła jako gospodarz wydarzenia.

### Wpływ COVID-19
W wyniku pandemii COVID-19, która zaczęła wpływać na branżę w połowie marca, WWE musiało zaprezentować większość swojego programu z zestawu bez udziału realnej publiczności. Transmisje NXT odbyły się początkowo w macierzystej bazie NXT w Full Sail University w Winter Park w stanie Floryda. W październiku 2020 roku wydarzenia NXT zostały przeniesione do WWE Performance Center w Orlando w stanie Floryda, gdzie znajduje się "Capitol Wrestling Center", hołd złożony Capitol Wrestling Corporation, poprzednikowi WWE. Podobnie jak WWE ThunderDome wykorzystywane do programowania Raw i SmackDown, tablice LED zostały umieszczone wokół Performance Center, aby fani mogli uczestniczyć wirtualnie, podczas gdy dodatkowo obecni byli przyjaciele i członkowie rodziny wrestlerów, a także ograniczona liczba rzeczywistych fanów, oddzielonych od siebie ściankami z szkła.

### Rywalizacje
NXT Halloween Havoc oferowało walki profesjonalnego wrestlingu z udziałem wrestlerów należących do brandu NXT. Wyreżyserowane rywalizacje (storyline’y) były kreowane podczas cotygodniowych gal NXT i uzupełniający program transmisji strumieniowej online Level Up. Wrestlerzy są przedstawieni jako heele (negatywni, źli zawodnicy i najczęściej wrogowie publiki) i face’owie (pozytywni, dobrzy i najczęściej ulubieńcy publiki), którzy rywalizują pomiędzy sobą w seriach walk mających budować napięcie. Kulminacją rywalizacji jest walka wrestlerska lub ich seria.

## Wyniki walk
| Nr                                 | Wyniki                                                                                     | Stypulacje                                                                                 | Czas  |
| ---------------------------------- | ------------------------------------------------------------------------------------------ | ------------------------------------------------------------------------------------------ | ----- |
| 1                                  | Johnny Gargano pokonał Damiana Priesta (c) poprzez pinfall                                 | Spin the Wheel, Make the Deal: Devil’s Playground match o NXT North American Championship  | 21:06 |
| 2                                  | Santos Escobar (z Joaquinem Wildem i Raulem Mendozą) pokonał Jake’a Atlasa poprzez pinfall | Singles match                                                                              | 3:28  |
| 3                                  | Dexter Lumis pokonał Camerona Grimesa poprzez submission                                   | Haunted House of Terror match                                                              | —     |
| 4                                  | Rhea Ripley pokonał Raquel González (z Dakotą Kai) poprzez pinfall                         | Singles match                                                                              | 13:02 |
| 5                                  | Io Shirai (c) pokonała Candice LeRae poprzez pinfall                                       | Spin the Wheel, Make the Deal: Tables, Ladders and Scares match o NXT Women’s Championship | 16:30 |
| (c) – mistrz/mistrzyni przed walką |                                                                                            |                                                                                            |       |